# Pordašinci
Poradašinci (węg. Kisfalu, prekm. Prdašenci) – miejscowość w Słowenii w gminie Moravske Toplice w regionie Prekmurje.